# Litauischer Försterverband
Der Litauische Försterverband (litauisch Lietuvos miškininkų sąjunga) ist ein Förster-Verband mit 1500 Mitgliedern und 51 Abteilungen in Litauen. Der Sitz befindet sich bei Kaunas, in Akademija (Studentų g. 11), an der Fakultät für Wälder und Ökologie der Lietuvos žemės ūkio akademija.

## Geschichte
Der Verband wurde im Juni 1929 in Kaunas gegründet. Damals hatte er 300 Mitglieder. Sie versammelten sich jährlich. Von 1936 bis 1940 gab es Lietuvos miškininkų draugija. 1949 gründeten die litauischen Förster nach der Emigration ein Organisationskomitee, das die Versammlung 1950 in Chicago  einberief. Der wiederergründete Verband war bis 1990 tätig. Er hatte 100 Mitglieder. Vertreter gab es in Australien, Kanada,  Neuseeland und Deutschland. Lietuvos miškininkų sąjunga ist seit 1990 in Litauen mit dem Sitz in Kaunas wieder tätig.

## Leitung
Vorsitzende
- Aleksandras Požėla – 1929–1931
- Vincas Žemaitis – 1931–1935 und 1952–1983
- Jonas Vilčinskas – 1935–1938
- Jonas Viliušis – 1938–1940
- Antanas Rukuiža – 1950–1952
- Jonas Žebrauskas – 1983–1990

Präsidenten
- 1990–1992: Algirdas Valavičius
- 1992–1996: Algirdas Brukas  (* 1936)
- 1996–1998: Vaidotas Antanaitis  (1928–2018)
- 1998–2001: Albinas Tebėra
- 2002–2006: Edvardas Riepšas
- seit 2006: Edmundas Bartkevičius